# ペダル
ペダル (英: pedal) とは、足によって操作する部品・機構の総称である。多くの場合、足で踏むことによって機能を発生させる。
一般に手に比べて足は操作性の点で劣るものの、大きな力をかけることができる点で優れている。また、手を別の作業に使用しているときでも、手で行なっていることと違う操作を行うことができる。
英語のpedalはラテン語pes（足）に由来する。古い用例だが「足踏桿｣という訳が存在し、戦前の飛行機の記述等に見られる。

## 乗り物のペダル

### 自動車のペダル

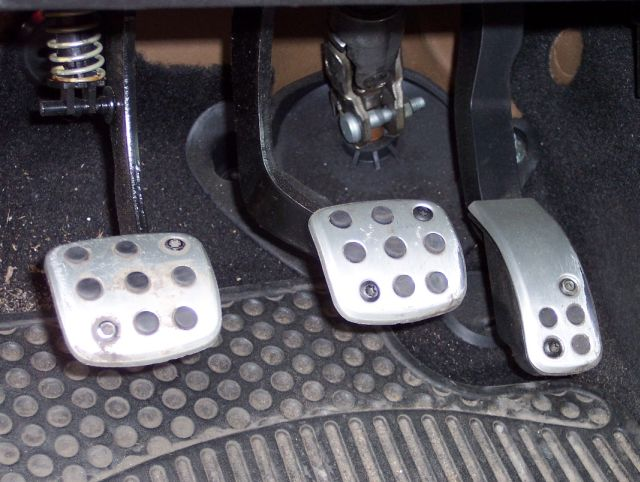
自動車のペダル
左からクラッチペダル・ブレーキペダル・アクセルペダル

一般的な自動車の運転にあっては、手が主として操舵を担当するため、足でペダルを踏むことによって速度を調節する。マニュアルトランスミッション車の場合はアクセル、フットブレーキ、クラッチの3つを備えており、これらをそれぞれの頭文字を取ってABCペダルと呼ぶこともある。オートマチックトランスミッション車の場合はクラッチを除く2つのペダルを備えているものが多い。パーキングブレーキの操作用として、ハンドブレーキレバーの代わりにペダルを備えているものもある。

### オートバイのペダル
オートバイにあっては、ペダル操作によってギアチェンジを行う。多くの車種は車体の左にギアチェンジペダルがあり、左足で操作する。左ハンドルにクラッチレバーがある車種では、後輪ブレーキ用のペダルを車体右側に装備しており、右足で操作する。ベスパの一部には右側のフットボードに自動車のアクセルのようなペダルがあるが、ブレーキペダルである。

### 自転車のペダル

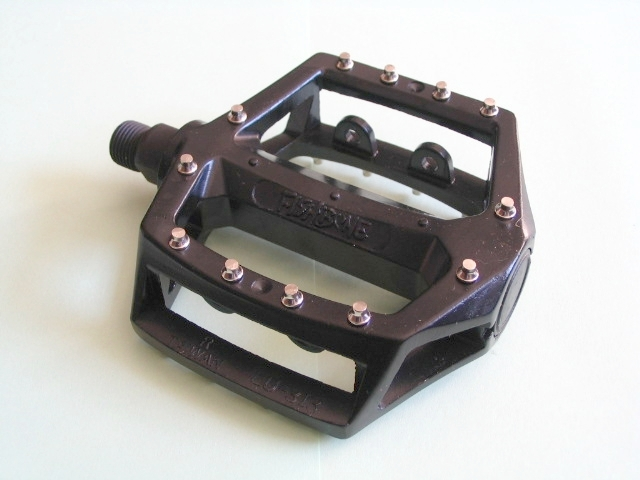
自転車のペダル

自転車にあっては、足によって動力を起こすため、ペダルがその動力を伝える道具となる。多くの場合、前後に回転するペダルを180度の角度で2個備え、回転弧の前部を押し下げることで動力を伝える。希に、回転弧の後部を押し下げることでブレーキをかけるものがある。

### ペダルボート
自転車と同様。観光地に多いスワンボートもペダルボートの一種である。

### 航空機のペダル

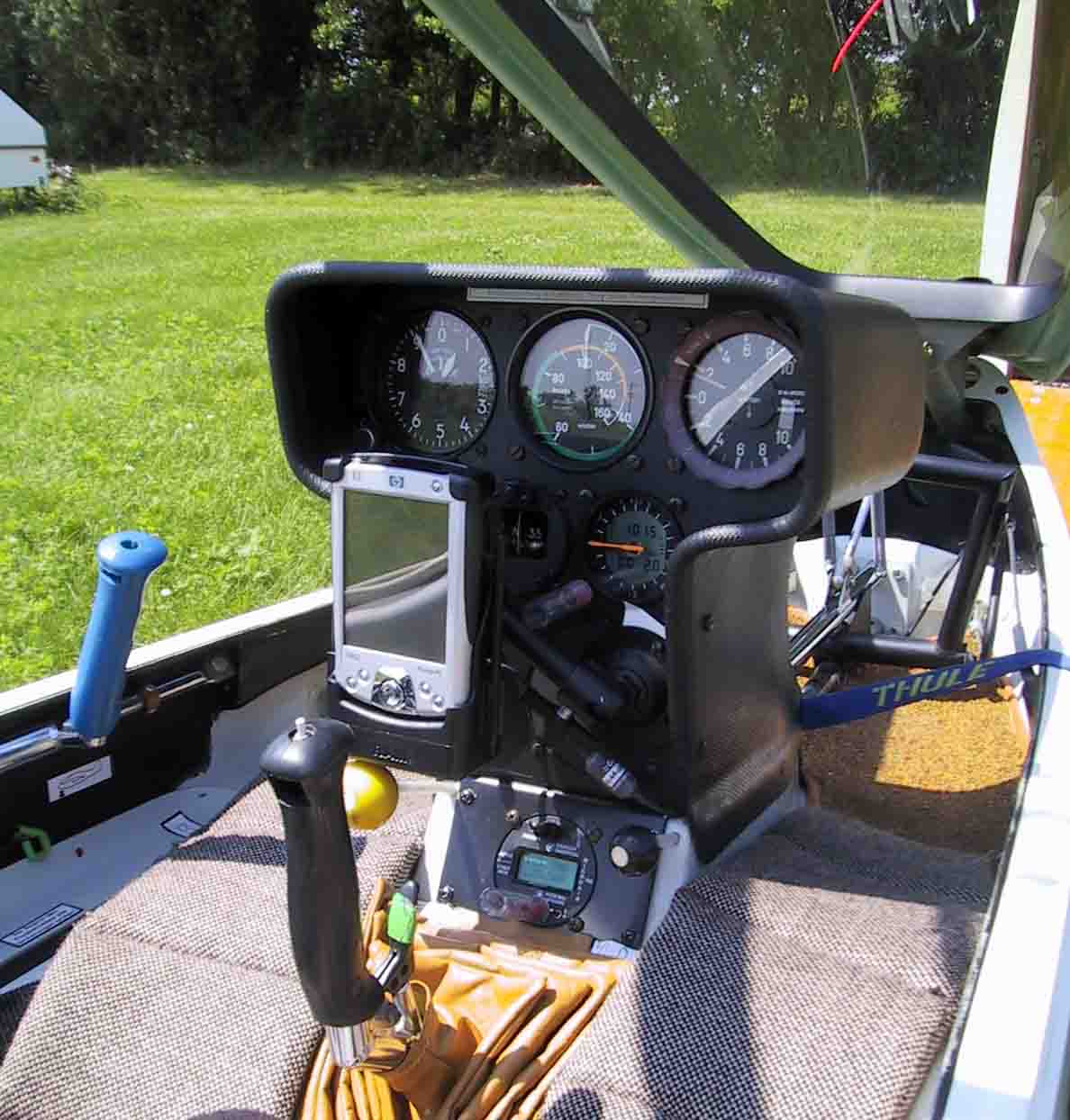
グライダーのコックピット

航空機のペダルは右足用、左足用にそれぞれ一つずつあり、方向舵を操作するために用いられ、方向舵をラダーと呼ぶことからラダーペダルと言う。初期には自転車のハンドルバーのような1本の棒であった名残でフット・バーとも呼ばれる。飛行中は両足をそれぞれのペダルに常時乗せたまま操縦を行なう。左右のペダルは操縦席床面を水平に可動するものが多い。また左右のペダルは機械的に連結されており、右ペダルを踏みこめば左ペダルが手前に同量移動し、左ペダルを踏みこんだ場合は右ペダルが手前に同量移動する。右ペダルを踏み込んだ場合、航空機の進行方向に対して機首が右を向く。ペダルの操作量は方向舵の変角量となり、機首の変位速度になって現れ、大きく踏みこむと機首は速く変位する。降着装置にブレーキを持つ機種では、ブレーキ操作を兼ねている。ペダルの下端（踵の位置）にヒンジを持ち、ペダル上端（爪先部分）を奥へ倒し込めるようになっており、地上移動の際のブレーキ操作が行なえる。右ペダルは右主輪のブレーキに、左ペダルは左主輪のブレーキに繋がっており、ブレーキ操作に関しては左右ペダルの機械的な連結はされていない。
回転翼機（ヘリコプター）では同様のペダルを「アンチトルクペダル」と呼ぶ。
人力飛行機においては、自転車と同様のペダル機構を用い、脚力を動力源とすることが多い。その場合のペダルは方向舵操作を担わず、別途手動機構にて方向舵操作を行なうほか、機体によっては方向舵そのものが省略される。

### 鉄道車両のペダル
鉄道車両の運転台において、ペダルは主に警笛を鳴らす操作に用いられる。PCCカーのように運転操作に用いるものもある。

## 楽器のペダル
楽器にあっては、特に大型楽器において足で操作するペダルを備えるものがある。

### ピアノのペダル
ピアノは2個ないし3個のペダルを備える。第1のペダルは長音ペダルであり、右に置かれる。このペダルを踏むことによって、音を消すことを妨げ、鍵盤を離しても音が続く。第2のペダルは弱音ペダルであり、左に置かれる。グランドピアノにあっては弦を打つ位置をずらすことにより、アップライトピアノにあっては弦を叩く距離を短くすることによって、弱い音を出す。第3の中央のペダルは置かれないことも多い。グランドピアノではソステヌートペダルと呼ばれ、踏んだときに押していた鍵盤の音だけが長く引き延ばされる特殊な機能を備える。アップライトピアノでは、夜間練習などに用いられる消音ペダルである。弦を打つハンマーと弦の間にフェルトを挟み、きわめて小さい音を出すようにする。
なお、チェレスタもピアノの長音ペダルに相当するペダルを備える。

### 鍵盤打楽器のペダル
鍵盤打楽器の内、ヴィブラフォンなど、音板に金属を使っているために音の持続時間の長いものでは、音を消すための装置を備える。これらではペダルを備えて、この消音装置を操作する。すなわち、ピアノの長音ペダル同様、ペダルを踏むと消音装置が外れ、音を持続させることができるようになる。

### オルガンのペダル
オルガンにあっては、手鍵盤と同様の鍵盤がペダル鍵盤（足鍵盤）として備えられる。足の爪先と踵で踏む。このため、手鍵盤よりも遙かに横幅が大きい。また、電子オルガンなどでは、音量を変化させるためのペダルを備える。リードオルガンでは、足鍵盤は省かれ、送風のためのペダルを備える。
この用法から転じて、金管楽器におけるある種の低音をいうペダルトーンという語も生まれた。
ハモンドオルガンやエレクトーンなどの電子オルガンにも同様のペダルが装備される。

#### エレクトーンのペダル
エレクトーンにあっては、1ないし2オクターブの低音に、それぞれ対応する数分のフットペダルが存在する。これは黒鍵部分を含む。

### キーボードのペダル
キーボード（特にシンセサイザー）では、ピアノの長音ペダルの代用、MIDIメッセージ（プログラムチェンジなど）に使用されるスイッチタイプのペダル、音量やエクスプレッションのコントロールに使用される踏み込むタイプのペダルの二つが良く使用される。各機種の備えるコネクタ数によるが、奏者の好みや必要に応じて任意に追加することが出来る。また、大抵の機種ではペダルに好きな機能を割り当てることが出来る。エレクトーンのような足鍵盤もMIDIコネクタを介して接続することも可能ではあるが、現行製品が極端に少ないことや、立奏が主流であることもあって、あまり使用されない。

### ハープのペダル
現代標準的に使われるダブル・アクション・ペダル・ハープにあっては、オクターブあたり7本ある弦の音を、半音単位で変化させるのに、7本のペダルが用いられる。ペダルは左側に3本、右側に4本おかれ、それぞれB、C、DおよびE、F、G、Aの弦を担当する。それぞれのペダルは上、中、下の3段に止めることができ、上の段では各音のフラット（♭）音が、中段ではナチュラル音が、下段ではシャープ（♯）音が出るようになっている。

### ティンパニのペダル
ティンパニのペダルは、音程の変化のために用いられる。現在使われているティンパニの多くに装備されている。このペダルの機能を利用してグリッサンドを要求している楽曲もある。

### ドラムセットのペダル
ドラムセットの場合は、足元に置かれるバスドラムを鳴らすためのペダルを右足に、ハイハットシンバルの開閉を操作するペダルを左足に配置することが多い。これ以外にカウベルやタンバリンなどをペダルで鳴らすこともある。

### エレキギターのエフェクター
エレキギターの演奏の際には、ペダル式のエフェクター (effects pedal) を用いて、曲間・曲中で音色を変化させる。複数のエフェクターが設置されることも多い。

## その他のペダル

### ミシンのペダル
かつては、ミシンはペダルを動力とした足踏み式ミシンが広く使われており、踏む速度でミシンの進む速度も制御していた。動力が電動に代わってからも、速度制御用のペダルが本体とは別におかれ、足または手で進み具合を制御する。

### コンピュータ入力機器のペダル
フットスイッチとも呼ばれる。足で踏むことによって、あらかじめ設定された様々な機能をコンピュータ上で実行させる入力機器の総称。マウスのクリックやドラッグなど手指を使った操作が困難な状況での代替や、複雑なキーボード入力の操作性向上のために使用される。また主にバリアフリーの目的でポインティングも含めたマウス操作の代替に特化した製品は、フット・マウスと呼ばれる場合もある。